# Negromantis gracillima
Negromantis gracillima är en bönsyrseart som beskrevs av Johann Heinrich Kaltenbach 1996. Negromantis gracillima ingår i släktet Negromantis och familjen Iridopterygidae. Inga underarter finns listade i Catalogue of Life.